# 네오스토리
네오스토리(neostory)는 콘텐츠 기획부터 제작까지 범위를 넓히고 있는 종합 엔터테인먼트사이다.
2020년 3월 광고 제작사 네오스(neos inc.) 산하의 콘텐츠 제작 레이블로 설립되었지만, 2021년 1월 단독 레이블로 법인 전환했다.
네오스엔터테인먼트 소속 크리에이터들(만화가 히가시무라 아키코, 아비디 이노우에, 이시카와 세이코, 소설가 유이카와 케이 등)의 작품을 원작으로 콘텐츠 제작이 활발이 진행되고 있다.
2020년 4월 웹툰 ‘나를 기억하나요’(히가시무라 아키코 作/ 카카오웹툰, 카카오페이지, 카카오 픽코마 동시 연재) 작품을 시작으로 2021년 8월 ‘26번째 살인’ 한일 동시연재(글 SUO / 그림 아비디 이노우에 作 / 카카오웹툰, 카카오페이지, 카카오 픽코마), 2023년 9월 ‘DELETE’ 세계최초 한, 일, 미 동시연재(글 neostory / 그림 이시카와 세이코 作 / 카카오웹툰, 카카오페이지, 카카오 픽코마, 타파스)까지 자체 IP를 개발 및 연재하고 있다.
자체 IP를 기반으로 ‘나를 기억하나요’, ‘26번째 살인’은 영상화 제작을 확정 지었다. 또한 일본 인기 드라마 ‘언내추럴’과 ‘최애’의 판권 계약을 완료하였으며, 리메이크 작업이 진행중에 있다.

## 진행 중인 작품
- 웹툰『DELETE』(글 neostory / 그림 이시카와 세이코 作 / 카카오웹툰, 카카오페이지, 카카오 픽코마, 타파스) 2023.9.21 ~

## 완결된 작품
- 웹툰『나를 기억하나요』 (히가시무라 아키코 作/ 카카오웹툰, 카카오페이지, 카카오 픽코마) 2020.4.29 ~ 2022.11.6

- 웹툰『26번째 살인』 (글 SUO / 그림 아비디 이노우에 作 / 카카오웹툰, 카카오페이지, 카카오 픽코마) 2021.8.26 ~ 2023.6.8

## 영상화 제작 중인 작품
- 웹툰『26번째 살인』(글:SUO/그림:아비디 이노우에作)
- 웹툰『나를 기억하나요』 (히가시무라 아키코作)
- TBS 드라마『언내추럴』(각본:노기 아키코作)
- TBS 드라마『최애』 (각본: 오쿠데라 사토코, 시미즈 유카코 作)